# Lijst van spoorwegstations in het Verenigd Koninkrijk - Q
Dit is een lijst van spoorwegstations in het Verenigd Koninkrijk waarvan de naam begint met een Q.
| Station                     | Code | Graafschap/ County/ City | District   | Beheerder             | Passagiers in/uit 2004-2005 (mln) | Passagiers in/uit 2005-2006 (mln) | Passagiers in/uit 2006-2007 (mln) | Passagiers in/uit 2007-2008 (mln) | Passagiers in/uit 2008-2009 (mln) |
| --------------------------- | ---- | ------------------------ | ---------- | --------------------- | --------------------------------- | --------------------------------- | --------------------------------- | --------------------------------- | --------------------------------- |
| Quakers Yard                | QYD  | Merthyr Tydfil           |            | Transport for Wales   | 0,039                             | 0,037                             | 0,04                              | 0,041                             | 0,047                             |
| Queenborough                | QBR  | Kent                     | Swale      | Southeastern          | 0,162                             | 0,179                             | 0,167                             | 0,167                             | 0,164                             |
| Queen's Park (Glasgow)      | QPK  | Glasgow City             |            | ScotRail              | 0,3                               | 0,322                             | 0,351                             | 0,359                             | 0,452                             |
| Queen's Park                | QPW  | Groot-Londen             | Brent      | London Underground    | 3,151                             | 3,147                             | 1,4                               | 1,364                             | 1,555                             |
| Queen's Road Peckham        | QRP  | Groot-Londen             | Southwark  | Southern              | 0,388                             | 0,387                             | 0,692                             | 0,681                             | 0,718                             |
| Queenstown Road (Battersea) | QRB  | Groot-Londen             | Wandsworth | South West Trains     | 0,191                             | 0,235                             | 0,852                             | 1,157                             | 0,996                             |
| Quintrell Downs             | QUI  | Cornwall                 | Restormel  | Great Western Railway | 0,001                             | 0,001                             | 0,001                             | 0                                 | 0,001                             |

A · 
B · 
C · 
D · 
E · 
F · 
G · 
H · 
I · 
J · 
K · 
L · 
M · 
N · 
O · 
P · 
Q · 
R · 
S · 
T · 
U · 
V · 
W · 
X · 
Y · 
Z

Alle stations (sorteerbaar)